# Alderträsket
Alderträsket är en sjö i Kalix kommun i Norrbotten och ingår i Kalixälvens huvudavrinningsområde. Alderträsket ligger i Torne och Kalix älvsystem Natura 2000-område.